# Scamorza
La scamorza è un formaggio a pasta filata prodotto con latte vaccino. Alcuni caseifici campani producono anche la scamorza con latte bufalino.
È riconosciuta come prodotto agroalimentare tradizionale delle regioni Campania, Basilicata, Abruzzo, Lazio, Molise, Puglia, Sicilia e Calabria (ove assume la denominazione di "provola").
In genere ha la forma di una palla, dal peso di 0,15-0,25 kg e viene prodotta anche in versione affumicata o farcita.

## Etimologia
Il termine scamorza (di origine pugliese) potrebbe provenire da "capa mozza", ossia "testa mozzata". Questa etimologia spiegherebbe anche l'uso del termine per indicare una persona stupida.

## Descrizione
Prodotto con latte vaccino o di bufala (soprattutto in Campania) e talvolta anche di pecora (in Puglia), è un formaggio a pasta filata, come la mozzarella. La sua forma è ovoidale tesa da una corda (ora sostituita da un nastro di plastica per motivi igienici) da qui la sua forma bipartita.
La base, molto flessibile, si forma in acqua calda. Viene poi raffreddato in acqua fredda, messo in salamoia e poi messo ad asciugare in un luogo asciutto (solitamente una cantina). Può essere raffinato da una settimana a un mese. C'è sia la versione bianca più morbida con la pelle più sottile che la versione affumicata. In quest'ultimo caso il formaggio viene affumicato con fumo di legna o di paglia, che gli conferisce un colore dorato, un sapore caratteristico ma che rimane tenue e che, infine, ne consente una migliore conservazione.
Un modo tradizionale per mangiare la scamorza è grigliare fette spesse circa 1 cm.